# 藤井みほな
藤井 みほな（ふじい みほな）は、日本の漫画家。血液型はO型。

## 来歴
- 1990年、「無邪気なままで」（りぼんオリジナル秋の号）でデビュー。主に『りぼん』（集英社）およびその増刊号にて執筆活動を行う。
- 1999年、『りぼん』にて「GALS!」の連載を開始。同作品は2002年まで連載が継続され、2001年には「超GALS!寿蘭」（スーパーギャルズ ことぶきらん）のタイトルでアニメ化されるなど、藤井の代表作となった。また、アニメ化の際に藤井は、出演声優の豊口めぐみ、釘宮理恵の3人で「ミュージカル同盟」を結成した。
- 2003年に『りぼん』での活動を終えた後、2005年から2006年にかけて『マーガレット』で「東京ANGELS」を連載。その後は長く漫画家としての活動が途絶えていたが、2019年にネット上で活動を再開した。2021年現在は「GALS!」の続編になる「GALS!!」を連載中。
- 2025年から『ヤングガンガン』誌上にて最新作となる『ヒスイ』を連載開始する予定。この作品はそれ以前の藤井自身の作品とは大きく異なり、ギャル漫画の要素を完全に排除し、陰惨な描写やキャラクターの心理描写や状況描写に重きを置いて描かれるダークなサスペンスホラー漫画で新たに連載する予定。
- 来年、月刊ヤングマガジン2026年1月号から『サネモヌ〜ル』(原作:古谷実)を連載する予定。

## 作風
- 女の子は明るく元気で熱血漢、男の子はそこにツッコミを入れる沈着冷静なキャラクターが多いのが特徴。

## 人物

### セシルマクビーへの想い
2019年のSHIBUYA109のインタビューではどのブランドが一番好きか尋ねられ、「ずっとセシルマクビーが一番好きです！」と断言した。1990年代後半に初めて服を購入し、2020年まで世話になったという。2021年に『GALS!!』とコラボレートした際には「夢のようで、セシル愛を貫いた甲斐があった」と感激している。

## 作品リスト
- START!
- スパイシー・ガール
- パッション・ガールズ（全5巻）
- 龍王魔法陣（全3巻）
- 雪の花びら
- 秘密の花園
- すーぱー☆プリンセス
- GALS!（全10巻）
- 東京ANGELS（全3巻）
- GALS!!（『マンガMee』2019年11月5日配信[2] - 2022年12月22日、既刊5巻）
- ヒスイ（2025年から『ヤングガンガン』にて連載予定。）
- サネモヌ〜ル原作:古谷実/漫画:藤井みほな（月刊ヤングマガジン2026年1月号から連載予定。）

### 単行本未収録作品
- ノンストップるみ
- 藤井みほなのI♡TAKARAZUKA!!![3]（『月刊アフタヌーン』2020年5月号）
- リブート@ロマンス（『Cocohana』2024年9月号[4]、2024年10月号[5]） - 前後編[4]
- 千の風になった娘たち。(りぼん電子版令和7年1月) - 読み切り。